# Včela
Včela (Apis) je rod blanokřídlého hmyzu. Charakteristickým projevem rodu včela je stavba díla z vosku vyprodukovaného včelí voskovou žlázou.

## Zařazení rodu včela
Nadčeleď včely (Apoidea) tvoří celkem sedm čeledí. Z nich šest v sobě zahrnuje samotářské včely druhově velmi rozmanité. Jen na území Česka a na Slovensku žije 609 druhů včel samotářek. Sedmou čeleď představuje čeleď včelovití (Apidae), do níž patří včela medonosná, čmeláci a tropické bezžihadlé včely.

## Evoluce
První zástupci této hmyzí skupiny se objevují v křídě, zhruba před 120 miliony lety. To dokazují i nálezy v barmském jantaru, staré zhruba 99 milionů let (věk cenoman).

## Charakteristika
- sociální hmyz tvořící trvalá společenstva – včelstva
- staví voskové dílo z vlastního vosku
- shromažďuje zásoby medu, vosku a pylu
- rozhodující opylovač hmyzosnubných rostlin
- rozvinuta schopnost předat informaci o umístění zdroje potravy (tzv. včelí tanec)

## Podrody
Rod Apis je rozdělen do tří podrodů
- Apis Linnaeus, 1758 sensu stricto – stavba několika svislých vedle sebe uložených plástů v temné dutině. Přesto jsou včely schopné pomocí svých tanců na svislých plástech předat informaci o zdroji snůšky.
- Megapis Ashmead, 1904 – skupina velkých včel (dělnice až 2 cm), která staví výhradně jediný svislý plást o ploše 1 až 2 m2 volně v prostoru obvykle na větvi. Včely tančící na vodorovné či svislé ploše plástu musejí vidět slunce.
- Micrapis Ashmead, 1904 – drobné včely (dělnice 6–7 mm) stavějí jediný plást v otevřeném prostoru o rozměrech do 0,4 m2, dělnice jsou schopné předat informaci o snůšce při tanci pouze na vodorovné ploše plástu s výhledem na slunce.

## Druhy a poddruhy
V systematizaci druhů rodu včela dochází stále k novým objevům. Následující tabulka je určená k rychlé orientaci především v platném českém názvosloví (např.: včela indická je často užívaný, ale nesprávný, český název pro druh včela východní (poddruh) indická (Apis cerana indica) . Sloupec „synonyma“ v tabulce označuje latinské ekvivalenty, které nevyhovují
Mezinárodním pravidlům zoologické nomenklatury a nemají se už používat.
| podrod VČELY Apis sensu stricto                                |                                                       | |
| druh                                                           | poddruh                                               | synonyma, poznámky |
| VČELA MEDONOSNÁ Apis mellifera Linnaeus, 1758                  | poddruhy uvedeny v samostatném článku Včela medonosná | poddruhy uvedeny v samostatném článku Včela medonosná |
| VČELA VÝCHODNÍ Apis cerana Fabricius, 1793                     | VÝCHODNÍ cerana Fabricius, 1793                       | sinensis Smith, 1865 usuriensis Goetze, 1964 |
| VČELA VÝCHODNÍ Apis cerana Fabricius, 1793                     | INDICKÁ indica Fabricius, 1798                        | Apis socialis Latreille, 1804 peroni Latreille, 1804 gronovii Guillou, 1841 perrottetii Guérin-Méneville, 1844 delessertii Guérin-Méneville, 1844 philippina Skorikov, 1929 gandhiana Muttoo, 1951 samarensis Maa, 1953 |
| VČELA VÝCHODNÍ Apis cerana Fabricius, 1793                     | JAPONSKÁ japonica Radoszkowski, 1877                  | |
| VČELA VÝCHODNÍ Apis cerana Fabricius, 1793                     | JÁVSKÁ javana Enderlein, 1906                         | |
| VČELA VÝCHODNÍ Apis cerana Fabricius, 1793                     | SUMATRANSKÁ johni Skorikov, 1929                      | leiftincki Maa 1953 |
| VČELA VÝCHODNÍ Apis cerana Fabricius, 1793                     | TIBETSKÁ skorikovi Engel, 1999                        | skorikovi Maa, 1944 himalaya Smith, 1991 |
| VČELA VÝCHODNÍ Apis cerana Fabricius, 1793                     | ČÍNSKÁ heimifeng Engel, 1999                          | |
| VČELA CELEBESKÁ Apis nigrocincta Smith, 1861                   |                                                       | marginella Maa, 1953 |
| VČELA SUNDSKÁ Apis koschevnikovi Enderlein, 1906               |                                                       | autorství uváděné jako "Buttel-Reepen, 1906" je nesprávné vechti Maa, 1953 vechti linda Maa, 1953 |
| VČELA SABAŠSKÁ Apis nuluensi Tingek, Koeniger & Koeniger, 1996 |                                                       | |
| podrod VELKÉ VČELY Megapis                                     |                                                       | |
| druh                                                           | poddruh                                               | synonyma, poznámky |
| VČELA OBROVSKÁ Apis dorsata Fabricius, 1798                    | OBROVSKÁ dorsata Fabricius, 1798                      | nigripennis Latreille, 1804 bicolor Klug, 1807 testacea Smith, 1858 |
| VČELA OBROVSKÁ Apis dorsata Fabricius, 1798                    | SULAWESKÁ bringhami Cockerell, 1906                   | zonata Smith, 1856 |
| VČELA OBROVSKÁ Apis dorsata Fabricius, 1798                    | FILIPINSKÁ breviligula Maa, 1953                      | |
| VČELA SKALNÍ Apis laboriosa Smith, 1871                        |                                                       | binghami sladeni Cockerell, 1914 himalayana Maa, 1944 |
| podrod MALÉ VČELY Micrapis                                     |                                                       | |
| druh                                                           | poddruh                                               | synonyma, poznámky |
| VČELA KVĚTNÁ Apis florea Fabricius, 1787                       |                                                       | semirufa Hoffmannsegg, 1818 lobata Smith, 1854 testacea Bingham, 1898 nursei Cockerell, 1911 nasicana Cockerell 1911 |
| VČELA TRPASLIČÍ Apis andreniformis Smith, 1858                 |                                                       | |

## Včely v historii
V období středověku byly včely medonosné obecně uznávané jako užitečný druh hmyzu, existovaly ale i výjimky. Někteří lidé například věřili, že se rodí z mršin uhynulých zvířat nebo z mušek, které na tyto mršiny sedají. Objevila se také kuriózní myšlenka, že včely jsou ve skutečnosti nejmenší druhy ptáků.

## Další informace
- Naučná Včelí stezka se nachází ve vesnici Horní Lhota v okrese Opava.